# Merlot
A  merlot  [mɛrˈlo], az egész világon ismert, világfajtának tekinthető vörösborszőlő, nemzetközi besorolás szerint a „nagy” kékszőlőfajták egyike. Ősi, francia fajta, feltételezetten Bordeaux-ból származik. Ma a bordeaux-i borvidék hat legkiterjedtebb termőterülettel bíró vörösborszőlő-fajtáinak egyike (a további öt a cabernet sauvignon, cabernet franc, carmenère, malbec és a petit verdot) és a bordeaux-i alapborok meghatározó szőlője. Közkedveltségének elsődleges oka, hogy bora finom, szép sötétvörös, közepesen testes, lágy, teljes zamatú, gyümölcsös – kissé vaníliás, fekete ribizlis, szilvás tónusú – bársonyosan csersavas, száraz minőségi vörösbor, amely már rövid érlelési idő után élvezhető. A merlot jellege termőterület és éghajlat szerint igen változatos, az egyszerű, lekváros ízvilágú boroktól a különlegesen érlelt sűrű vörösborokig minden kategóriájú bort készítenek belőle.
Elterjedt mutánsai az 1980 táján Brazíliában felfedezett merlot gris és merlot rose.

## Története és elterjedése
A merlot, francia eredetű, már a 14. századtól ismert minőségi borszőlőfajta, feltételezetten, a biturica fajta természetes mutációja. A fajta legelső komplett leírását 1784-ben egy bordeaux-i borász tisztviselő készítette, aki a Libournais helyi termesztésű szőlőiből készített borok között a merlot-t a legjobbnak ítélte. Olaszországban, 1855-ben Velencében tesznek említést a  bordò elnevezésű fajtáról. Svájcban, Ticino megyében, 1905-1910 között jegyzik először, mint bordeaux-i fajtát. Az Amerikai Egyesült Államokban az 1990-es évek során terjedt el.
Magyarországon, már az 1960-as évektől kezdték termeszteni, de nagy kiterjedésű – 100 hektárt meghaladó – ültetvényei csak az utóbbi 15-20 év borászatát jellemzik. Napjainkra hazánk hatodik legelterjedtebb vörösborszőlőjének tekinthető, dűlőit a szekszárdi, egri, villányi, tolnai és a balatonboglári borvidékek déli, dombos fekvésű részein találjuk. Általános, világfajtává fejlődését annak köszönheti, hogy viszonylag egyszerűen, igen jó, megbízható minőségű, gyümölcsös zamatú, lágyan savas bor  készítésére alkalmas fajta.
A University of California (Davis) kutatói, akik a fajta genetikai jellemzőit vizsgálták úgy vélik, hogy a merlot a cabernet franc leszármazottja, így a cabernet sauvignon és a carmenère testvére.
A szőlőfajta elnevezése a francia merle, merleau, jelentése: „feketerigó” szóra vezethető vissza. Az elnevezés feltételezett háttere, a szőlő bogyóinak szép sötét színe, illetve egy másik magyarázat szerint az, hogy a feketerigó igen kedveli ezt a szőlőfajtát.

### Hasonnevei
Alicante noir, Bégney, Bidalhe, Bigney, Bigney Rouge, Bioney, Black Alicante, Bordeleza belcha, Crabutet, Crabutet noir, Crabutet noir merlau, Higney, Higney rouge, Langon, Lecchumskij, Médoc Noir, Merlau, Merlaut, Merlaut noir, Merle Petite, Merló, Merlot Noir, Merlot black, Merlot blauer, Merlot nero, Merlott, Merlou, Odzalesi, Petit Merle, Picard, Plan medre, Plant du Médoc, Plant Médoc, Saint-Macaire, Sème de la Canau, Sème Dou Flube, Semilhoum rouge, Semilhoun rouge, Sémillon rouge, Vini ticinesi, Vitraille.

## Termőterületei
A szőlőfajta becsült termőterületeinek nagysága világviszonylatban 200 000 hektár.
A merlot legnagyobb ültetvényei: Franciaország – Bordeaux (összesen 101 000 hektár, 2004. éves adat), Olaszország – Fruli és Piave (kb. 32 000 hektár), Svájc – Ticino (876 hektár, 2004-es adat), Magyarország, Románia, Szlovénia, Bulgária (15 000 hektár), Németország (416 hektár, 2006. évi adat), USA – Kalifornia (19 600 hektár, 2007. éves adat), Argentína – Mendoza (7310 hektár, 2005-ös adat), Kanada, Chile (13 367 hektár, 2006. évi adat), Dél-Afrika (6719 hektár, 2007-es adat), Új-Zéland (1447 hektár, 2007-es adat),  és Ausztrália (10 791 hektár, 2007-es adat) bor- és szőlőtermelő vidékei.

## Jellemzői

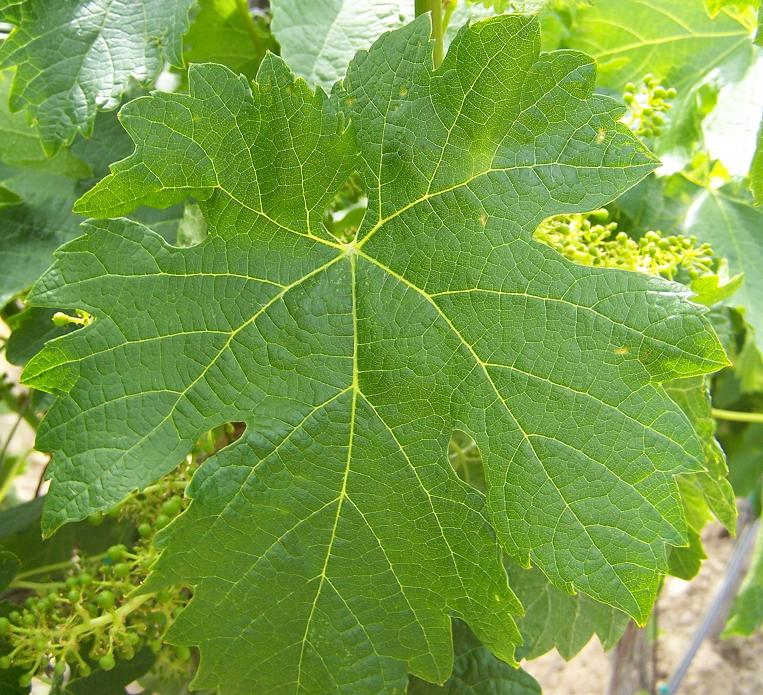
Merlot levél

Tőkéje középerős növekedésű; rendkívül érzékeny, igényes fajta. Eredményes, bő termésre csak védett, fagymentes fekvésben és tápanyagban gazdag talajon számíthatunk. Korán hajt, ezért a tavaszi fagyokra különösen érzékeny. Levele szabályos, öt karéjú, levélnyele és levélerei teljesen zöldek. Fürtje kicsi, vagy közepes nagyságú, vállas, laza, 12 dkg átlagsúlyú; bogyói kicsik, sötétkékek, gömbölyűek, hamvas vékony héjúak. Zöldmunka igénye igen nagy, vegetációs időben 3-4-szer kell a hajtását válogatni ill. csonkázni. Eredményesen csak keskeny lombfalas módszerrel (ernyő) termeszthető. Peronoszpórára nagyon, lisztharmatra kevésbé fogékony. Cukorképző képessége kiváló. Szeptember végén, október elején érik. A meleg, szép ősz töppedést idézhet elő a bogyókban és az ízek koncentrálódhatnak.
Telepíthető klónja: C. 348.

## Bora

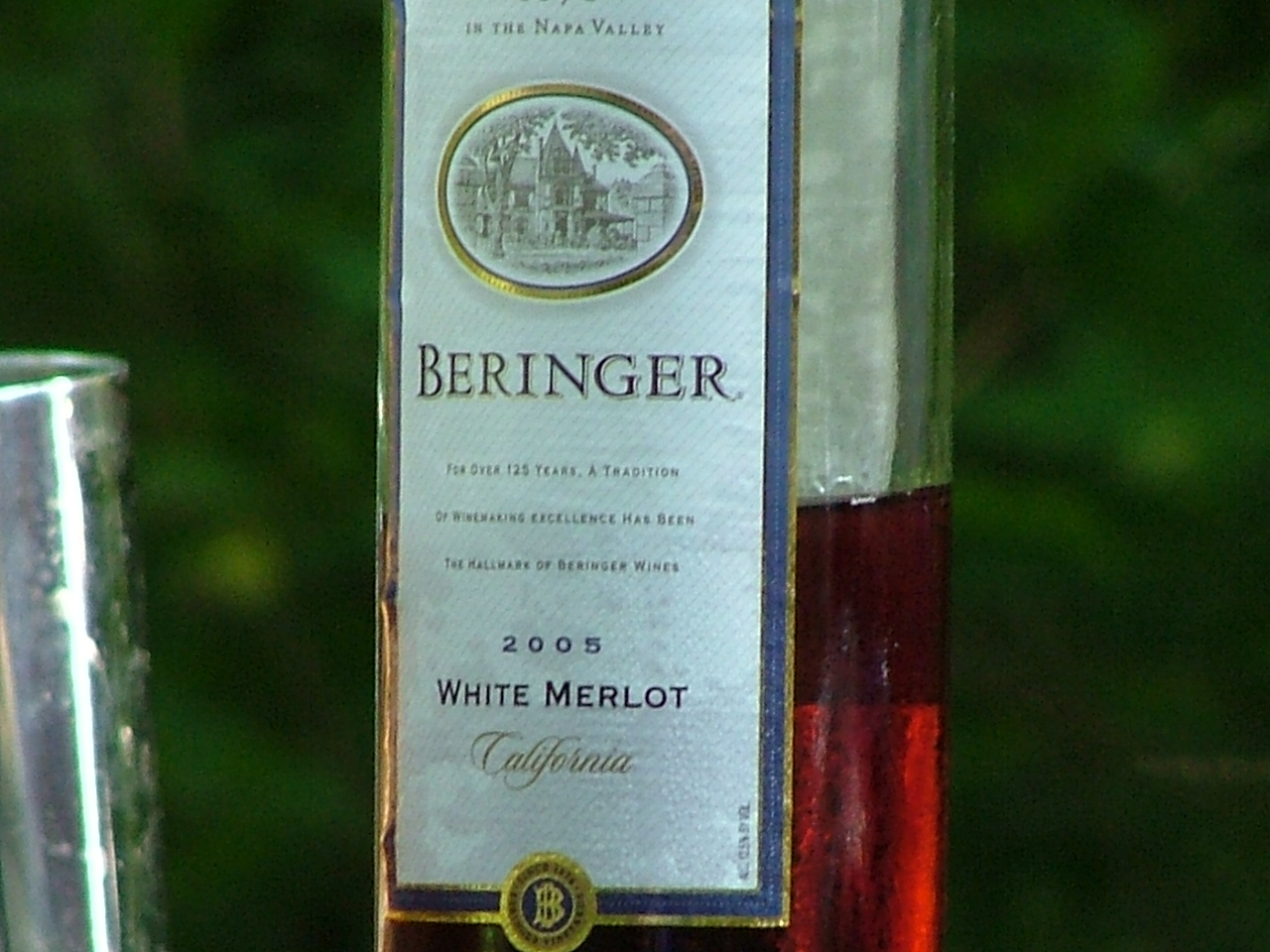
Kaliforniai Fehér Merlot

Bora mélyvörös, telt, sajátos, zamat- és ízgazdag, fekete ribizlis, szilvás tónusú, bársonyosan savas, gyorsan fejlődő, száraz minőségi vörösbor. A késői szüretelésű szőlőből finom illatú és zamatú, a fajta minden szépségét hordozó kiváló bor lesz. Illatában és ízében gyakran a cseresznye-, az eper- és málna-aroma érezhető, néha zöldségek (olíva, gomba),  a föld (humusz, fű) és fűszerek (tea, eukaliptusz, menta, szurokfű, rozmaring, kakukkfű) illata is felfedezhető. A hosszabb hordós érlelést vaníliás, túlérett kék szilvára hasonlító zamattal hálálja meg. Tölgyfa hordós érleléssel karamell, csokoládé, kávébab ízjegyek is megjelennek. Hosszan eltartható, olykor 10-15 év múltán is kiváló minőségű bor marad.
Gyakran házasítják a cabernet fajtákkal, mert lekerekíti, lágyítja azok erős tanninos ízét. (Szinte valamennyi bordeaux-i cuvée bor kisebb-nagyobb részben tartalmaz merlot-t.)

### Fehér Merlot
A Fehér Merlot egy speciális borkészítési eljárással készített bor – a szemek zúzása után a friss mustot szinte azonnal lefejtik a héjról, és az így nyert világos rózsaszínű levet erjesztik. A bor illata árnyalatnyit málnás. Ezt az újfajta borkészítési technológiát, az 1990-es évek vége óta alkalmazzák. Csupán  néhány borászat készíti a különleges Fehér Merlot bort; a legismertebbek Sutter Home Winery, Forest Glen, és Beringer. A svájci Ticino borvidék Fehér Merlot-ját a borszakértők, inkább rozébornak értékelik. Német Márton ampelográfiájában szerepel a Merlot Blanc fajta leírása. Ebből hagyományos fehérbor készítési eljárással ( reduktív ) állítanak elő fehér bort.

## Milyen ételekhez fogyasszuk?

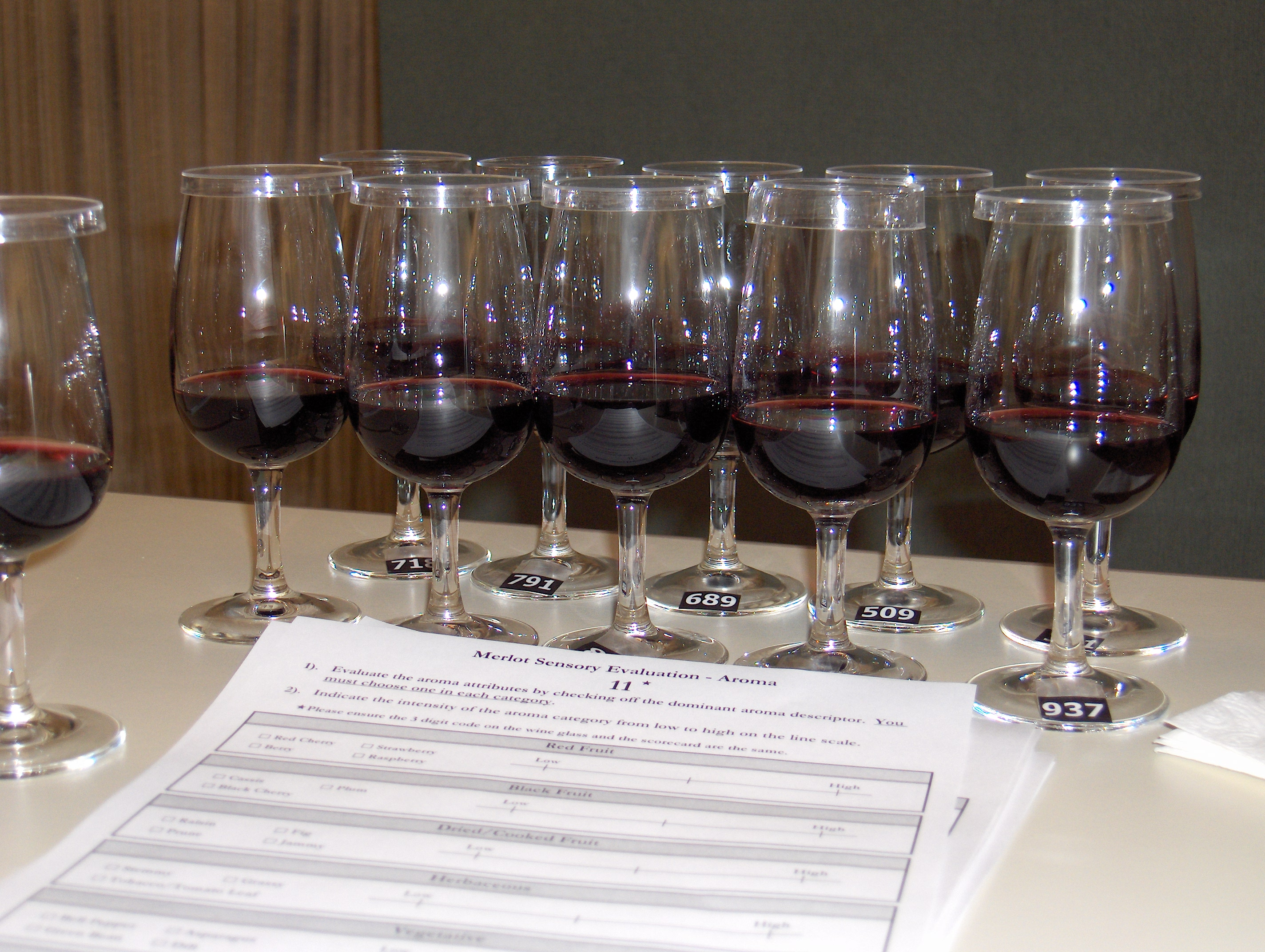
A hűvösebb éghajlaton, például a kanadai Okanagan Völgyben nevelkedő tőkék bora savasabb, ezáltal sokféle étel kísérője lehet.

Az ételek és borok párosításában a merlot igen sokoldalú. Lágyabb, gyümölcsösebb, vagy fiatalabb (alacsonyabb csersavtartalmú) változatai remekül illenek a tengeri halakhoz, lazachoz, vagy gombás, zöldséges ételekhez. A kicsit testesebb merlot borok a kagylók, rákok, de a fehérjedús húsos szalonna vagy füstölt sonka méltó kísérője. A hűvösebb termőterületeken készített savasabb, vagy hosszabb hordós érlelésű borai kitűnően illenek a  marha-, borjú-, vad-, és bárányhúsokhoz. A csípős ételekben megjelenő kapszaicin felerősíti a merlot borok alkoholosságát, mellettük íze savasabb, kesernyésebb. Egyetlen ételcsoport van, amelyekhez kifejezetten nem illik: az erős, érett sajtokhoz, főként a kéksajtokhoz nem ajánlott, mert ezek a sajtok tönkreteszik a bor gyümölcsös ízét.

## Külső hivatkozás
- https://web.archive.org/web/20141103052947/http://www.vivc.de/datasheet/dataResult.php?data=7657 Merlot in der Datenbank des Institut für Rebenzüchtung Geilweilerhof (németül)